# Blygrå lavspinnare
Blygrå lavspinnare (Eilema lurideolum) är en fjärilsart som först beskrevs av Johann Leopold Theodor Friedrich Zincken 1817.  Blygrå lavspinnare ingår i släktet Eilema, och familjen björnspinnare.
Vingspannet är 31-38 millimeter. Arten förekommer över stora delar av Europa och är reproducerande i Sverige.